# Антоній Роле
Юзе́ф-Аполлінарій Роллє́ (псевд. Dr. Antoni J.; пол. Józef Apolinary Rolle 25 вересня 1829 року, хутір Генрихівка, Могилівського повіту Подільської губернії — 9 січня (21-го за новим стилем) 1894, м. Кам'янець-Подільський) — польсько-український історик, письменник, поет, за фахом лікар, член-кореспондент Краківської академії наук, почесний член Подільської АН (з 1863 року), дійсний член Подільського єпархіального історико-статистичного комітету.

## Життєпис

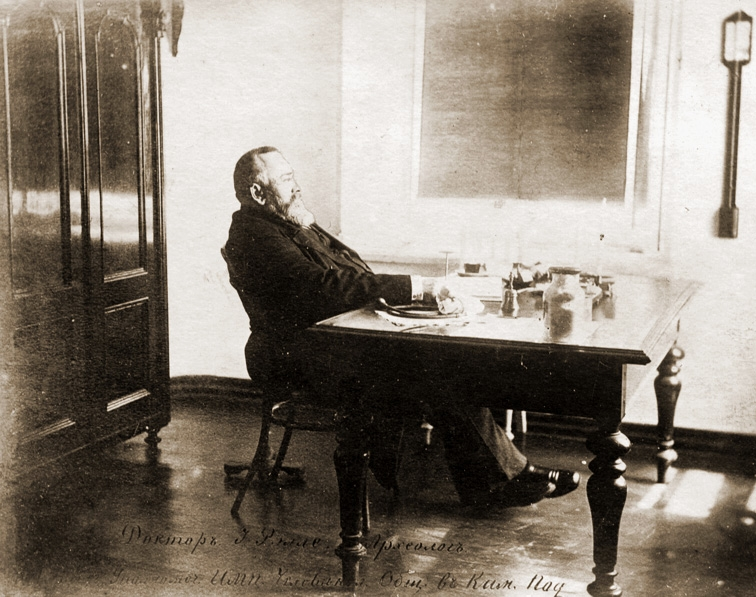
Юзеф Роллє у своєму кабінеті

Народився 25 вересня 1829 року на хуторі Генрихівка Могилівського повіту Подільської губернії (нині с. Ролля Шаргородського р-ну Вінницької обл.) в родині Юзефа та Марії з Звєрковських-Роллє.  Навчався у Київському університеті святого Володимира на медичному відділі. Закінчив навчання з відзнакою у 1855 році. Працював лікарем у селі Яришів, на той момент це було містечко. У 1860 році він виїхав у Париж, де продовжив своє навчання та практикував у психіатричній лікарні. Зрештою він здобув ступінь доктора медицини.
З 1861 р. Роллє назавжди оселяється в Кам'янці-Подільському, де успішно лікував як губернаторів, чиновників, архієреїв так і шкільну молодь, бідноту. "Як лікар від Бога, - згадував Ю. Й. Сіцінський, - доктор Антоній залишив про себе найкращу пам'ять у серцях не тільки інтелігентних жителів міста та його околиць, а й усього неімущого люду"
Автор численних монографій, статей і нарисів з історії Правобережної України 16—19 століть, здебільшого опертих на архівних матеріалах (зокрема з приватно-панських архівів), опублікованих у багатьох польських виданнях (дещо в російському перекладі, також у «Київській старовині») й згодом здебільше виданих у 9 серіях. Вибір з цих творів виданий був у Кракові 1966, у 3 тт.: І і II — «Gawędy historyczne», т. III. — «Sylwetki literacikie».
Головна праця Ю. Роллє — монографія «Zameczki Podolskie na kresach multańskich» (у трьох томах., видані 1869). «Подільські замки на мультанському прикордонні» дають повну історію Кам'янця-Подільського, Бара та повітових міст Подільської губернії.
Протягом 1875-1893 рр. Юзеф Роллє видав у Львові та Варшаві польською мовою 21 том історико-літературних творів, об'єднаних загальною назвою "Історичні оповідання". Близько 80 праць цього зібрання стосуються Поділля, Волині, Київщини.
Був знайомий з Володимиром Антоновичем.
Володимир Антонович дав найбільш влучну характеристику Роллє: "Письменник, який переховується під псевдонімом д-ра Антонія Ю., належить до числа найбільш плідних і талановитих польських історичних письменників нашого часу..."
Подільський історик М. Яворовський констатував: «З історичних праць доктора Роллє найближче відношення до Кам’янця-Подільського мають «Подільські замки", де детально викладена історія міста. До недавнього часу (до видання історії Кам’янця російською мовою Ю.Сіцінським) твори Роллє були єдиним детальним дослідженням з історії Кам’янця».
В.Гульдман, аналізуючи матеріалам про замки, писав: «Найкращою працею, в розумінні деталей і ґрунтовності дослідження, є в даному випадку праця покійного д-ра Й.Роллє «Zameczki Podolski», і мимоволі доводиться жалкувати, що до цього часу це видання не перекладено..."
У Кам'янці-Подільському, у 2022-му році, створено "Подільське українське історико-краєзнавче Товариство "АДСКРІПТУС" імені Юзефа Роллє. Голова Товариства - членкиня НСЖ України та НСК України, перекладачка, поетка Юлія Лискун.  
Вперше в Україні збірник перекладених творів Юзефа-Аполлінарія Роллє видала перекладачка Юлія Лискун - "Юзеф Роллє і Кам'янець" (2024-р.).  

## Вшанування пам'яті
У місті Кам'янці-Подільському:
- вулицю Ладигіна перейменували на вулицю Юзефа Ролле,
- у латинському соборі святих Апостолів Петра і Павла встановлено пам'ятну мармурову дошку знамениого архітектора Антонія Попеля.